# Schneckenlohe
Schneckenlohe är en kommun och ort i Landkreis Kronach i Regierungsbezirk Oberfranken i förbundslandet Bayern i Tyskland.
Kommunen ingår i kommunalförbundet Mitwitz tillsammans med köpingen Mitwitz.